# September (glasbena skupina)
September je bila vokalno-instrumentalna zasedba (1975-1979), igrali so rock in jazz rock. 

## Zgodovina
Skupino sta leta 1975 osnovala veterana jugoslovanske popularne glasbene scene Tihomir Pop Asanović, ki je pred tem igral v zasedbah Generals, Time, Pro arte, Jugoslovanska pop selekcija in izdal dve solo plošči ter Janez Bončina, ki je bil pred tem kitarist in pevec v skupini Mladi levi, kasneje pa pevec v zasedbah Generals, Srce in Jugoslovanska pop selekcija in je bil tudi večinski avtor pesmi. Poleg njiju so prvo zasedbo sestavljali še trobentač in violinist Petar Ugrin, ki je pred tem igral pri skupinah Mladi levi, Pop-jazz Ljubljana, Jugoslovenska Pop Selekcija ter v Simfoničnem orkestru Slovenske Filharmonije in Plesnem orkestru RTV Ljubljana, bobnar Ratko Divjak, ki je pred tem igral v skupinah Time, Dinamiti in BP Convention, bas kitarist Čarli Novak, ki je pred tem sodeloval v skupinah Srce in The Generals ter saksofonist in tolkalist Braco Doblekar, ki je pred tem igral v skupinah Srce, Pro arte, The Generals in Jugoslovenska Pop Selekcija.
Prvi album Zadnja avantura je skupina izdala v začetku leta 1976, pod vse skladbe pa se je kot avtor podpisal Bončina, razen pri skladbi "Ostavi trag", ki jo je napisal skupaj z Dadom Topićem. S svojim visokim tehničnim znanjem obvladovanja instrumentov in jazz-rock orientirano glasbo so kmalu pritegnili pozornost javnosti in kritike. Bili so predstavniki Jugoslavije na mladinskih festivalih v Sovjetski zvezi, Vzhodni Nemčiji in na Kubi. Na koncertih se je skupini občasno pridružil cenjeni kitarist Vedran Božić (nekdanji kitarist skupine Time). Skladbi "Gvendolina" in "Zadnja avantura", ki jih je skupina posnela 7. maja 1976 v studiu M v Novem Sadu so izšle na albumu Randevu s muzikom, ki je izšel ob 20. obletnici Radia Novi Sad.
Zaradi obveznosti v Plesnem orkestru RTV Ljubljana, so skupino konec leta 1977 zapustili Divjak, Ugrin in Novak, nadomestili pa so jih, nekdanji kitarist skupin Kameleoni in Srce, Marjan Malikovič, nekdanji bas kitarist skupine Kameleoni, Jadran Ogrin in nekdanji bobnar skupine Faraoni, Nelfi Depangher. Na začetku leta 1978 so odšli na turnejo po ZDA, kjer so tudi posneli svojo drugo LP ploščo z naslovom Domovina moja, za katero sta pesmi napisala Asanović in Bončina. Plošča je predstavila nekoliko bolj v rock usmerjeno glasbo z večglasnimi vokalnimi linijami. Svoj poslovilni koncert so v postavi Asanović, Bončina, Doblekar, Mažuran, Gančev in Dimnik odigrali 5. novembra 1979 v Zenici (BiH).
Leta 2003 izide kompilacijski album The Best of September, in ob tej priložnosti se skupina ponovno aktivira v zasedbi Benč, Doblekar, Asanović, Ogrin, Malikovič, Divjak in Tulio Furlanič. Tisti čas koncertirajo v Puli, Portorožu, na Lentu in dosežejo vrhunec v ljubljanski Hali Tivoli, skupaj z legendarno skupino Deep Purple.
Leta 2012 (30.03.2012) se skupina ponovno združi na koncertu v Cankarjevem domu. Zasedbi Janez Bončina Benč, Tihomir Pop Asanović, Marjan Malikovič, Ratko Divjak, Braco Doblekar, Čarli Novak in Jadran Ogrin se na odru pridruži tudi Peter Ugrin ml., sin žal prekmalu preminulega Petra Ugrina.
Glasbeni producent 9th Wonder je leta 2017 semplal skladbo "Ostavi trag" iz albuma Zadnja avantura za pesem "Duckworth" od Kendricka Lamara. 

## Zasedba
- Janez Bončina (Benč) - vokal, vodja skupine (1975–1979, 2003, 2012)
- Tihomir Pop Asanović - orgle (1975–1979, 2003, 2012)
- Braco Doblekar - saksofon, tolkala (1975–1979, 2003, 2012)
- Jadran Ogrin - bas kitara (1977–1979, 2003, 2012)
- Čarli Novak - bas kitara (1975–1977, 2012)
- Dani Gančev - bas kitara (1979)
- Petar Ugrin - trobenta, violina (1975–1977)
- Marjan Malikovič - kitara (1977–1979, 2003, 2012)
- Ante Mažuran - kitara (1979)
- Ratko Divjak - bobni (1975–1977, 2003, 2012)
- Tulio Furlanič - bobni, vokal (2003)
- Nelfi Depangher - bobni (1977–1979)
- Tone Dimnik - Čoč - bobni (1979)

## Diskografija

### Studijska albuma
- Zadnja avantura (1976)
- Domovina moja (1979)

### Kompilacijski albumi
- BOOM '76 (1976)
- Randevu s muzikom (1977)
- The Best of September (2003)

### Singli
- "Luduj s nama" (1976)
- "Prle upeco ribu" (1977)
- "Domovino moja" (1978)